# Chatrabus
Chatrabus is een geslacht van straalvinnige vissen uit de familie van kikvorsvissen (Batrachoididae). Het geslacht is voor het eerst wetenschappelijk beschreven in 1949 door Smith.

## Soorten
- Chatrabus hendersoni (Smith, 1952)
- Chatrabus melanurus (Barnard, 1927)
- Chatrabus felinus (Smith, 1952)